# Code chiffres-sons
Le code chiffres-sons ou système majeur, appelé également grand système ou système Major (Major System, traduction littérale de l'anglais) est une méthode mnémotechnique destinée à faciliter la mémorisation des chiffres.

## Description
Pour coder un nombre, il est possible d'appliquer les correspondances suivantes pour chaque chiffre (méthode d'Aimé Paris et de l'abbé Moigno) :
| Chiffre | Lettre    | Associations visuelles                                                                   |
| ------- | --------- | ---------------------------------------------------------------------------------------- |
| 0       | s, z      | Le chiffre 0, zéro, produit un son sifflant.                                             |
| 1       | t, d      | Un seul trait vertical                                                                   |
| 2       | n, gn, ng | Deux traits verticaux                                                                    |
| 3       | m         | Trois traits verticaux                                                                   |
| 4       | r         | La lettre r se retrouve dans quatre en français, four en anglais, vier en allemand, etc. |
| 5       | l         | La lettre L ressemble au chiffre romain L (50)                                           |
| 6       | j, ch, sh | La lettre j ressemble à un 6 inversé                                                     |
| 7       | k, c, g   | La lettre K ressemble à deux 7 accolés. G est phonétiquement proche de k.                |
| 8       | f, v, ph  | Deux lettres f ressemblent à un 8. V est phonétiquement proche de f et de ph.            |
| 9       | p, b      | La lettre P ressemble à un 9 inversé. P et b sont phonétiquement proches.                |

L'abbé Moigno proposa de retenir la phrase (de 1 à 9, puis 0) : "Dieu Ne Me Rend La Joie Qu’à Vos Pieds Saints"
Une autre phrase (de 0 à 9) est : "Sot, Tu Nous Mens, Rends Les Chants Que Fit Pan" 
Par exemple, en quelle année Marie Curie découvrit-elle le radium ? Réponse : 1898. 
Il s'agit maintenant d'inventer une phrase (un peu ridicule) qui facilite le rappel en contenant des mots clés dont les consonnes correspondent à ces quatre chiffres. Ainsi, on pourrait avoir : « Le radium était un typhon qui a détruit la bouffe de Mme Curie ». Pour les mots typhon nous avons les sons gutturaux T et F et pour bouffe les sons B et F, qui correspondent aux chiffres 1,8,9,8 (les sons de voyelles restants ne sont pas comptabilisés). Avec de l'entraînement, au mot « radium » succèdent directement les mots « typhon » puis « bouffe ».
Avec une pratique régulière, il est possible de retenir une grande quantité de dates et de nombres.
Une seconde étape basée sur le même système consiste en l'apprentissage d'une liste de mots qui correspond aux nombres de 1 à 20 (ou 100). Par exemple :
```
1 toit ;
2 nid ; 
3 mat ;
4 rat ; 
5 lit ;
6 chat ;
7 queue ;
8 enfant ;
9 puits ;
10 tasse ; 
11 toutou ;
12 tonneau ;
```

...
```
20 naseau ;
21 natte ;
```

...
```
30 maison ;
```

...
```
99 poupon (ou pompier)
```

À partir de cette liste nombreuses sont les possibilités d'associations (de chiffres, de mots, etc.)
Les listes de chiffres associées à des mots constituent une table de rappel.
Cette méthode est fastidieuse, mais est régulièrement utilisée lors des championnats du monde de mémorisation. Les prétendus médiums de music-hall et leurs complices les utilisent également : ces derniers diront rapidement des mots qui sont parfois sans signification, mais qui contiennent justement les dates de naissance sous forme codée.

## Historique

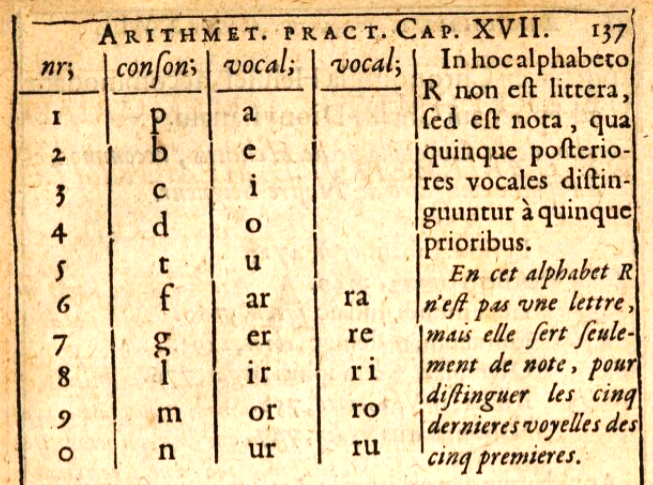
Pierre Hérigone : système mnémotechnique

Le premier système mnémotechnique d'équivalences entre chiffres et lettres connu en Europe est celui du mathématicien français Pierre Hérigone en 1643. Le premier à en faire un code chiffres-sons est l'Allemand Johann-Just Winckelmann, en 1648, dont le système est perfectionné entre autres par Gregor von Feinaigle et Aimé Paris au début du XIXe siècle. En 1844, François Fauvel-Gouraud a développé un système universel, adapté à toutes les langues.

## Source
- Science et Vie, septembre 2003 (n°1032), p. 58.